# Марнейн, Маргарет
Маргарет Мэри Марнейн (англ. Margaret Mary Murnane; род. 23 января 1959, Ирландия) — ирландско-американский физик, известная работами по лазерной физике. Доктор, заслуженный (Distinguished) профессор Колорадского университета, член Национальной АН США (2004) и Американского философского общества (2015), почётный член Ирландской королевской академии (2013). Работает вместе со своим супругом, также профессором, Генри Каптейном.
Макартуровский стипендиат (2000), удостоена других различных отличий.

## Биография
Родилась в сельской части графства Лимерик, в семье учителя начальной школы. В 1977 году поступила в Ирландский национальный университет в Корке, специализировалась по физике. Окончила бакалавриат в 1981 году, магистратуру — в 1983 году, а для продолжения учёбы в аспирантуре отправилась в США. Поступив в Калифорнийский университет в Беркли, начала работу в лаборатории Роджера Фалконе. Для своей диссертации сконструировала фемтосекундный лазер (длительность импульса ≈100 фс); его разработка и сборка заняла около года, шесть месяцев — настройка и усовершенствование, и около двух лет проводились эксперименты для диссертации. Марнейн защитила её в 1989 году, а в 1990 году получила за свою работу награду Саймана-Рамо Американского физического сообщества. В 1991 году результаты её исследований были опубликованы в Science.
В Беркли Маргарет встретила своего будущего мужа, Генри Каптейна. В 1988 году они поженились, а в 1990 году — создали лабораторию в Университете штата Вашингтон. Супруги разработали лазер с наиболее короткой длиной импульсов на момент публикации. В 1996 году лаборатория переехала в Мичиганский университет, где Марнейн продолжила разработку высокомощных лазеров. В 1997 году она стала лауреатом премии Марии Гёпперт-Майер за «пионерскую работу по экспериментальной ультрабыстрой оптике в рентгеновском и видимом диапазоне. Она открыла новую область исследования высокоплотной высокотемпературной плазмы, генерируемой ультракороткими лазерными импульсами». Через 3,5 года лаборатория переехала в Колорадский университет в Боулдере. В 2008 году Марнейн стала заслуженным профессором университета Колорадо. В 2010 году назначена членом президентской комиссии по выбору лауреатов Национальной научной медали США.
В 2006 году стала действительным членом Американской академии искусств и наук, в 2007 — ассоциации Женщины в науке (Association for Women in Science).
Также является действительным членом Оптического общества (1998), Американского физического общества (2001) и Американской ассоциации содействия развитию науки (2003).

## Награды и отличия
- Награда за выдающуюся диссертацию Маршала Розенблута (Marshall N. Rosenbluth Outstanding Doctoral Thesis Award) Американского физического общества (1990)
- Президентская премия молодых исследователей[англ.], Национальный научный фонд США (1991)
- Стипендия Слоуна (1992)
- Премия Марии Гёпперт-Майер[англ.] Американского физического общества (1997)[6]
- Стипендия Мак-Артура (2000)[8]
- Премия памяти Рихтмайера, Американская ассоциация учителей физики (2003)
- Награда выдающегося выпускника (Distinguished Alumnus Award), Ирландский национальный университет в Корке (2005)
- Награда Ахмеда Зевайла (Ahmed Zewail Award), Американское химическое общество (2009)
- Премия Артура Шавлова по лазерной физике[англ.] Американского физического общества (2010)
- Премия Вуда Оптического общества (2010)
- Медаль Бойля[англ.], Royal Dublin Society (2011)
- Премия Уиллиса Лэмба, конференция Physics of Quantum Electronics (PQE) (2012)
- Hanan Rosenthal Memorial Lecture, Йельский университет (2012)[9]
- Почётный доктор, Уппсальский университет, Швеция (2016)
- Медаль Фредерика Айвса (2017), высшая награда Оптического общества
- Медаль Бенджамина Франклина, Институт Франклина (2020)